# Olympische Sommerspiele 2024/Teilnehmer (Polen)
| Gelbes Symbol für Goldmedaillen mit stilisierten Olympischen Ringen | Graues Symbol für Silbermedaillen mit stilisierten Olympischen Ringen | Braundes Symbol für Bronzemedaillen mit stilisierten Olympischen Ringen |
| ------------------------------------------------------------------- | --------------------------------------------------------------------- | ----------------------------------------------------------------------- |
| 1                                                                   | 4                                                                     | 5                                                                       |

Polen nahm an den Olympischen Spielen 2024 vom 26. Juli bis zum 11. August 2024 in Paris teil. Es war die insgesamt 23. Teilnahme an Olympischen Sommerspielen.

## Teilnehmer nach Sportarten

### Basketball
Über das FIBA Olympic Qualifying Tournament in Debrecen qualifizierten die polnischen Männer für die Spiele in Paris.

#### 3×3-Basketball
| Wettbewerb   | Männer |
| ------------ | --- |
| Athleten     | Adrian Bogucki Filip Matczak Michał Sokołowski Przemysław Zamojski                                                               |
| Gruppenphase | Frankreich (19–21) Vereinigte Staaten (19–17) Litauen (12–21) China (22–17) Niederlande (17–21) Serbien (12–21) Lettland (16–22) |
| Play-in      | Litauen (15–21) |
| Halbfinale   | ausgeschieden |
| Finale       | ausgeschieden |
| Rang         | 6. Platz |

### Beachvolleyball
Über das olympische Qualifikationsranking qualifizierte sich ein polnisches Team bei den Männern für die Olympischen Spiele.
| Athleten                   | Gruppenphase       | Gruppenphase       | Gruppenphase | Gruppenphase | Achtelfinale     | Achtelfinale       | Viertelfinale | Viertelfinale | Halbfinale    | Halbfinale    | Finale / Platz 3 | Finale / Platz 3 | Rang |
| Athleten                   | Gegner             | Ergebnis           | Punkte       | Rang         | Gegner           | Ergebnis           | Gegner        | Ergebnis      | Gegner        | Ergebnis      | Gegner           | Ergebnis         | Rang |
| -------------------------- | ------------------ | ------------------ | ------------ | ------------ | ---------------- | ------------------ | ------------- | ------------- | ------------- | ------------- | ---------------- | ---------------- | ---- |
| Männer                     |                    |                    |              |              |                  |                    |               |               |               |               |                  |                  |      |
| Michał Bryl Bartosz Łosiak | Hodges / Schubert  | 2:0 (21:16, 21:16) | 5            | 2            | Herrera / Gavira | 0:2 (21:23, 18:21) | ausgeschieden | ausgeschieden | ausgeschieden | ausgeschieden | ausgeschieden    | ausgeschieden    | 9    |
| Michał Bryl Bartosz Łosiak | Bassereau / Lyneel | 2:0 (21:15, 21:18) | 5            | 2            | Herrera / Gavira | 0:2 (21:23, 18:21) | ausgeschieden | ausgeschieden | ausgeschieden | ausgeschieden | ausgeschieden    | ausgeschieden    | 9    |
| Michał Bryl Bartosz Łosiak | Ehlers / Wickler   | 0:2 (19:21, 15:21) | 5            | 2            | Herrera / Gavira | 0:2 (21:23, 18:21) | ausgeschieden | ausgeschieden | ausgeschieden | ausgeschieden | ausgeschieden    | ausgeschieden    | 9    |

### Bogenschießen
Beim finalen Qualifikationsturnier in Antalya konnte ein Startplatz für den Einzelwettbewerb der Frauen gewonnen werden.
| Athleten       | Wettbewerb | Qualifikation | Qualifikation | 1. Runde  | 1. Runde | 2. Runde | 2. Runde | Achtelfinale  | Achtelfinale  | Viertelfinale | Viertelfinale | Halbfinale    | Halbfinale    | Finale / Platz 3 | Finale / Platz 3 | Rang |
| Athleten       | Wettbewerb | Ringe         | Rang          | Gegner    | Ergebnis | Gegner   | Ergebnis | Gegner        | Ergebnis      | Gegner        | Ergebnis      | Gegner        | Ergebnis      | Gegner           | Ergebnis         | Rang |
| -------------- | ---------- | ------------- | ------------- | --------- | -------- | -------- | -------- | ------------- | ------------- | ------------- | ------------- | ------------- | ------------- | ---------------- | ---------------- | ---- |
| Frauen         |            |               |               |           |          |          |          |               |               |               |               |               |               |                  |                  |      |
| Wioleta Myszor | Einzel     | 626           | 54            | A. Bhakat | 6:4      | B. Kaur  | 0:6      | ausgeschieden | ausgeschieden | ausgeschieden | ausgeschieden | ausgeschieden | ausgeschieden | ausgeschieden    | ausgeschieden    | 17   |

### Boxen
Beim ersten internationalen Qualifikationsturnier in Italien konnten sich drei polnische Boxerinnen ihre Startplätze für die Olympischen Spiele sichern. Zwei weitere Athleten kamen beim zweiten internationalen Qualifikationsturnier hinzu.
| Athleten           | Wettbewerb       | 1. Runde  | 1. Runde | Achtelfinale  | Achtelfinale  | Viertelfinale | Viertelfinale | Halbfinale    | Halbfinale    | Finale        | Finale        | Rang   |
| Athleten           | Wettbewerb       | Gegner    | Ergebnis | Gegner        | Ergebnis      | Gegner        | Ergebnis      | Gegner        | Ergebnis      | Gegner        | Ergebnis      | Rang   |
| ------------------ | ---------------- | --------- | -------- | ------------- | ------------- | ------------- | ------------- | ------------- | ------------- | ------------- | ------------- | ------ |
| Frauen             |                  |           |          |               |               |               |               |               |               |               |               |        |
| Julia Szeremeta    | Klasse bis 57 kg | O. Alcalá | 4:1      | T. Rahimi     | 5:0           | A. Lozada     | 5:0           | N. Petecio    | 4:1           | Lin Y.-t.     | 0:5           | Silber |
| Aneta Rygielska    | Klasse bis 66 kg | R. Eccles | 3:2      | B. Sürmeneli  | 1:4           | ausgeschieden | ausgeschieden | ausgeschieden | ausgeschieden | ausgeschieden | ausgeschieden | 9      |
| Elżbieta Wójcik    | Klasse bis 75 kg | —         | —        | A. O’Rourke   | 3:2           | A. Bylon      | 2:3           | ausgeschieden | ausgeschieden | ausgeschieden | ausgeschieden | 5      |
| Männer             |                  |           |          |               |               |               |               |               |               |               |               |        |
| Damian Durkacz     | Klasse bis 71 kg | R. Kiwan  | 0:5      | ausgeschieden | ausgeschieden | ausgeschieden | ausgeschieden | ausgeschieden | ausgeschieden | ausgeschieden | ausgeschieden | 17     |
| Mateusz Bereźnicki | Klasse bis 92 kg | —         | —        | J. Marley     | 1:4           | ausgeschieden | ausgeschieden | ausgeschieden | ausgeschieden | ausgeschieden | ausgeschieden | 9      |

### Fechten
Die Degenmannschaft der Frauen qualifizierte sich als eine der besten vier Mannschaften der Qualifikationsrangliste. Die beiden Florettteams waren als jeweils beste Mannschaft aus Europa (Rang 5–16) ebenfalls qualifiziert. Alle über den Mannschaftswettbewerb qualifizierten Athleten waren auch für die Einzelwettbewerbe startberechtigt.
| Athleten                                                                            | Wettbewerb         | 1. Runde     | 1. Runde | 2. Runde       | 2. Runde      | Achtelfinale  | Achtelfinale  | Viertelfinale      | Viertelfinale | Halbfinale / Klassifikation | Halbfinale / Klassifikation | Finale / Platzierung | Finale / Platzierung | Rang   |
| Athleten                                                                            | Wettbewerb         | Gegner       | Ergebnis | Gegner         | Ergebnis      | Gegner        | Ergebnis      | Gegner             | Ergebnis      | Gegner                      | Ergebnis                    | Gegner               | Ergebnis             | Rang   |
| ----------------------------------------------------------------------------------- | ------------------ | ------------ | -------- | -------------- | ------------- | ------------- | ------------- | ------------------ | ------------- | --------------------------- | --------------------------- | -------------------- | -------------------- | ------ |
| Frauen                                                                              |                    |              |          |                |               |               |               |                    |               |                             |                             |                      |                      |        |
| Alicja Klasik                                                                       | Degen Einzel       | Freilos      | Freilos  | G. Rizzi       | 12:11         | N. Differt    | 10:11         | ausgeschieden      | ausgeschieden | ausgeschieden               | ausgeschieden               | ausgeschieden        | ausgeschieden        | 15     |
| Renata Knapik-Miazga                                                                | Degen Einzel       | Freilos      | Freilos  | C. Vitalis     | 9:15          | ausgeschieden | ausgeschieden | ausgeschieden      | ausgeschieden | ausgeschieden               | ausgeschieden               | ausgeschieden        | ausgeschieden        | 25     |
| Martyna Swatowska-Wenglarczyk                                                       | Degen Einzel       | Freilos      | Freilos  | Song S.-r.     | 11:15         | ausgeschieden | ausgeschieden | ausgeschieden      | ausgeschieden | ausgeschieden               | ausgeschieden               | ausgeschieden        | ausgeschieden        | 28     |
| Alicja Klasik Renata Knapik-Miazga Martyna Swatowska-Wenglarczyk Aleksandra Jarecka | Degen Mannschaft   | —            | —        | —              | —             | —             | —             | Vereinigte Staaten | 31:29         | Frankreich                  | 39:45                       | China                | 32:31                | Bronze |
| Martyna Jelińska                                                                    | Florett Einzel     | Y. Zekrani   | 15:3     | L. Kiefer      | 13:15         | ausgeschieden | ausgeschieden | ausgeschieden      | ausgeschieden | ausgeschieden               | ausgeschieden               | ausgeschieden        | ausgeschieden        | 31     |
| Hanna Łyczbińska                                                                    | Florett Einzel     | Freilos      | Freilos  | A. Volpi       | 11:15         | ausgeschieden | ausgeschieden | ausgeschieden      | ausgeschieden | ausgeschieden               | ausgeschieden               | ausgeschieden        | ausgeschieden        | 30     |
| Julia Walczyk-Klimaszyk                                                             | Florett Einzel     | Freilos      | Freilos  | Y. Thibus      | 15:12         | E. Harvey     | 6:15          | ausgeschieden      | ausgeschieden | ausgeschieden               | ausgeschieden               | ausgeschieden        | ausgeschieden        | 9      |
| Martyna Jelińska Hanna Łyczbińska Julia Walczyk-Klimaszyk Martyna Synoradzka        | Florett Mannschaft | —            | —        | —              | —             | —             | —             | Japan              | 30:45         | Ägypten                     | 45:21                       | Frankreich           | 44:45                | 6      |
| Männer                                                                              |                    |              |          |                |               |               |               |                    |               |                             |                             |                      |                      |        |
| Jan Jurkiewicz                                                                      | Florett Einzel     | S. Heroui    | 15:8     | M. Hamza       | 14:15         | ausgeschieden | ausgeschieden | ausgeschieden      | ausgeschieden | ausgeschieden               | ausgeschieden               | ausgeschieden        | ausgeschieden        | 29     |
| Michał Siess                                                                        | Florett Einzel     | Freilos      | Freilos  | A. Choupenitch | 3:15          | ausgeschieden | ausgeschieden | ausgeschieden      | ausgeschieden | ausgeschieden               | ausgeschieden               | ausgeschieden        | ausgeschieden        | 25     |
| Adrian Wojtkowiak                                                                   | Florett Einzel     | A. Tofalides | 10:15    | ausgeschieden  | ausgeschieden | ausgeschieden | ausgeschieden | ausgeschieden      | ausgeschieden | ausgeschieden               | ausgeschieden               | ausgeschieden        | ausgeschieden        | 34     |
| Andrzej Rządkowski Jan Jurkiewicz Michał Siess Adrian Wojtkowiak                    | Florett Mannschaft | —            | —        | —              | —             | —             | —             | Italien            | 39:45         | Ägypten                     | 45:36                       | China                | 30:45                | 6      |

### Gewichtheben
Über die olympische Qualifikationsrangliste der IWF qualifizierte sich mit Weronika Zielińska-Stubińska eine polnische Gewichtheber im Schwergewicht der Frauen.
| Athleten                     | Wettbewerb       | Reißen                | Reißen                | Stoßen        | Stoßen        | Zweikampf     | Zweikampf     | Rang |
| Athleten                     | Wettbewerb       | Gewicht               | Rang                  | Gewicht       | Rang          | Gewicht       | Rang          | Rang |
| ---------------------------- | ---------------- | --------------------- | --------------------- | ------------- | ------------- | ------------- | ------------- | ---- |
| Frauen                       |                  |                       |                       |               |               |               |               |      |
| Weronika Zielińska-Stubińska | Klasse bis 81 kg | ohne gültigen Versuch | ohne gültigen Versuch | ausgeschieden | ausgeschieden | ausgeschieden | ausgeschieden | DNF  |

### Golf
Über das Olympic Golf Ranking der IGF qualifizierte sich ein polnischer Golfer für die Olympischen Spiele.
| Athleten      | Runde 1 | Runde 2 | Runde 3 | Runde 4 | Gesamt | Par | Rang |
| ------------- | ------- | ------- | ------- | ------- | ------ | --- | ---- |
| Männer        |         |         |         |         |        |     |      |
| Adrian Meronk | 73      | 71      | 72      | 71      | 287    | +3  | 49   |

### Judo
Über die IJF-Weltrangliste konnten sich vier polnische Judokas qualifizieren.
| Frauen              |                   |                |          |                  |               |               |               |               |               |               |               |    |
| Angelika Szymańska  | Klasse bis 63 kg  | S. Russo       | 1s1:0s1  | P. Awiti Alcaraz | 0s1:1s1       | ausgeschieden | ausgeschieden | ausgeschieden | ausgeschieden | ausgeschieden | ausgeschieden | 9  |
| Beata Pacut-Kloczko | Klasse bis 78 kg  | A. C. Niragira | 10:0     | G. Steenhuis     | 0:1           | ausgeschieden | ausgeschieden | ausgeschieden | ausgeschieden | ausgeschieden | ausgeschieden | 9  |
| Männer              |                   |                |          |                  |               |               |               |               |               |               |               |    |
| Adam Stodolski      | Klasse bis 73 kg  | M. Lombardo    | 0s1:10s1 | ausgeschieden    | ausgeschieden | ausgeschieden | ausgeschieden | ausgeschieden | ausgeschieden | ausgeschieden | ausgeschieden | 17 |
| Piotr Kuczera       | Klasse bis 100 kg | T. Briceño     | 10:0     | Z. Kotsoiev      | 0:10          | ausgeschieden | ausgeschieden | ausgeschieden | ausgeschieden | ausgeschieden | ausgeschieden | 9  |

### Kanu
Bei den Kanurennsport-Weltmeisterschaften 2023 konnten Startplätze in vier Bootsklassen erreicht werden. Beim europäischen Qualifikationsevent in Szeged konnte man sich zudem in den Bootsklassen K2-Männer und C2-Frauen qualifizieren. Im Kanuslalom war Polen in allen Wettbewerben vertreten. Die jeweiligen Quotenplätze konnten (bis auf den Platz im C1 der Frauen) bei den Weltmeisterschaften 2023 erreicht werden. Den Platz im C1 der Frauen erhielt Polen durch die Neuverteilung ungenutzter Quotenplätze.

#### Kanurennsport
| Athleten                                                  | Wettbewerb | Vorlauf     | Vorlauf | Viertelfinale | Viertelfinale | Halbfinale    | Halbfinale    | A/B-Finale            | A/B-Finale    | Rang |
| Athleten                                                  | Wettbewerb | Zeit        | Rang    | Zeit          | Rang          | Zeit          | Rang          | Zeit                  | Rang          | Rang |
| --------------------------------------------------------- | ---------- | ----------- | ------- | ------------- | ------------- | ------------- | ------------- | --------------------- | ------------- | ---- |
| Frauen                                                    |            |             |         |               |               |               |               |                       |               |      |
| Dorota Borowska                                           | C1 200 m   | 47,92 s     | 1       | ―             | ―             | 46,52 s       | 6             | B-Finale: 46,36 s     | 2             | 10   |
| Katarzyna Szperkiewicz                                    | C1 200 m   | 47,49 s     | 4       | 47,74 s       | 3             | ausgeschieden | ausgeschieden | ausgeschieden         | ausgeschieden | 17   |
| Dorota Borowska Sylwia Szczerbińska                       | C2 500 m   | 1:58,42 min | 3       | 1:55,39 min   | 1             | 1:57,19 min   | 4             | 1:55,75 min           | 5             | 5    |
| Dominika Putto                                            | K1 500 m   | 1:52,49 min | 3       | 1:51,82 min   | 1             | 1:51,43 min   | 5             | C-Finale: 1:52,85 min | 2             | 18   |
| Martyna Klatt Helena Wiśniewska                           | K2 500 m   | 1:40,95 min | 1       | ―             | ―             | 1:40,73 min   | 6             | B-Finale: 1:43,82 min | 3             | 11   |
| Karolina Naja Anna Puławska                               | K2 500 m   | 1:39,18 min | 2       | ―             | ―             | 1:42,14 min   | 7             | B-Finale: 1:44,50 min | 4             | 12   |
| Adrianna Kąkol Karolina Naja Anna Puławska Dominika Putto | K4 500 m   | 1:33,87 min | 3       | —             | —             | ―             | ―             | 1:33,17 min           | 4             | 4    |
| Männer                                                    |            |             |         |               |               |               |               |                       |               |      |
| Wiktor Głazunow                                           | C1 1000 m  | 3:48,40 min | 1       | ―             | ―             | 3:45,30 min   | 3             | 3:49,05 min           | 6             | 6    |
| Przemysław Korsak Jakub Stepun                            | K2 500 m   | 1:28,84 min | 1       | ―             | ―             | 1:30,95 min   | 8             | B-Finale: 1:32,05 min | 5             | 13   |

#### Kanuslalom
| Athleten          | Wettbewerb | Vorlauf  | Vorlauf | Halbfinale | Halbfinale | Finale        | Finale        | Rang   |
| Athleten          | Wettbewerb | Zeit     | Rang    | Zeit       | Rang       | Zeit          | Rang          | Rang   |
| ----------------- | ---------- | -------- | ------- | ---------- | ---------- | ------------- | ------------- | ------ |
| Frauen            |            |          |         |            |            |               |               |        |
| Klaudia Zwolińska | C1         | 106,84 s | 10      | 123,64 s   | 17         | ausgeschieden | ausgeschieden | 17     |
| Klaudia Zwolińska | K1         | 93,03 s  | 2       | 99,84 s    | 2          | 97,53 s       | 2             | Silber |
| Männer            |            |          |         |            |            |               |               |        |
| Grzegorz Hedwig   | C1         | 94,08 s  | 8       | 104,24 s   | 12         | 105,81 s      | 10            | 10     |
| Mateusz Polaczyk  | K1         | 87,89 s  | 13      | 98,49 s    | 13         | ausgeschieden | ausgeschieden | 13     |

Boater-Cross
| Athleten          | Wettbewerb | Zeitfahren | Zeitfahren | Vorrunde | Hoffnungslauf | Vorlauf | Viertelfinale | Halbfinale    | Finale        | Rang |
| Athleten          | Wettbewerb | Zeit       | Rang       | Rang     | Rang          | Rang    | Rang          | Rang          | Rang          | Rang |
| ----------------- | ---------- | ---------- | ---------- | -------- | ------------- | ------- | ------------- | ------------- | ------------- | ---- |
| Frauen            |            |            |            |          |               |         |               |               |               |      |
| Klaudia Zwolińska | K1 Cross   | 75,19 s    | 18         | 3        | 1             | 3       | ausgeschieden | ausgeschieden | ausgeschieden | 22   |
| Männer            |            |            |            |          |               |         |               |               |               |      |
| Grzegorz Hedwig   | K1 Cross   | 81,42 s    | 35         | 4        | 1             | 2       | 4             | ausgeschieden | ausgeschieden | 16   |
| Mateusz Polaczyk  | K1 Cross   | 68,11 s    | 9          | 2        | —             | 2       | 2             | 4             | B-Finale: 4   | 8    |

### Leichtathletik
Die Olympianormen des Weltverbandes hatten zahlreiche Leichtathleten erreicht. Über die World Athletics Relays 2024 konnten sich zudem vier Staffeln qualifizieren.
Laufen und Gehen
| Athleten                                                                                              | Wettbewerb       | Vorlauf     | Vorlauf | Hoffnungslauf | Hoffnungslauf | Halbfinale    | Halbfinale    | Finale        | Finale        | Rang          |
| Athleten                                                                                              | Wettbewerb       | Zeit        | Rang    | Zeit          | Rang          | Zeit          | Rang          | Zeit          | Rang          | Rang          |
| --- | ---------------- | ----------- | ------- | ------------- | ------------- | ------------- | ------------- | ------------- | ------------- | ------------- |
| Frauen                                                                                                |                  |             |         |               |               |               |               |               |               |               |
| Magdalena Stefanowicz                                                                                 | 100 m            | 11,47 s     | 7       | —             | —             | ausgeschieden | ausgeschieden | ausgeschieden | ausgeschieden | ausgeschieden |
| Ewa Swoboda                                                                                           | 100 m            | 10,99 s     | 1       | —             | —             | 11,08 s       | 4             | ausgeschieden | ausgeschieden | ausgeschieden |
| Martyna Kotwiła                                                                                       | 200 m            | 23,43 s     | 6       | 23,50 s       | 4             | ausgeschieden | ausgeschieden | ausgeschieden | ausgeschieden | ausgeschieden |
| Kryszina Zimanouskaja                                                                                 | 200 m            | 23,30 s     | 5       | 23,01 s       | 2             | ausgeschieden | ausgeschieden | ausgeschieden | ausgeschieden | ausgeschieden |
| Natalia Kaczmarek                                                                                     | 400 m            | 49,98 s     | 1       | ―             | ―             | 49,45 s       | 1             | 48,98 s       | 3             | Bronze        |
| Justyna Święty-Ersetic                                                                                | 400 m            | 50,95 s     | 4       | 50,89 s       | 2             | ausgeschieden | ausgeschieden | ausgeschieden | ausgeschieden | ausgeschieden |
| Anna Wielgosz                                                                                         | 800 m            | 2:02,54 min | 8       | 2:05,77       | 7             | ausgeschieden | ausgeschieden | ausgeschieden | ausgeschieden | ausgeschieden |
| Klaudia Kazimierska                                                                                   | 1500 m           | 4:03,49 min | 4       | ―             | ―             | 4:00,21 min   | 5             | 4:00,12 min   | 10            | 10            |
| Weronika Lizakowska                                                                                   | 1500 m           | 4:01,54 min | 5       | ―             | ―             | 3:57,31 min   | 7             | ausgeschieden | ausgeschieden | ausgeschieden |
| Aleksandra Płocińska                                                                                  | 1500 m           | 4:10,12 min | 14      | 4:09,47 min   | 9             | ausgeschieden | ausgeschieden | ausgeschieden | ausgeschieden | ausgeschieden |
| Pia Skrzyszowska                                                                                      | 100 m Hürden     | 12,82 s     | 3       | ―             | ―             | 12,55 s       | 3             | ausgeschieden | ausgeschieden | ausgeschieden |
| Alicja Konieczek                                                                                      | 3000 m Hindernis | 9:16,51 min | 4       | —             | —             | —             | —             | 9:21,31 min   | 13            | 13            |
| Aneta Konieczek                                                                                       | 3000 m Hindernis | 9:24,43 min | 9       | —             | —             | —             | —             | ausgeschieden | ausgeschieden | ausgeschieden |
| Kinga Królik                                                                                          | 3000 m Hindernis | 9:26,61 min | 8       | —             | —             | —             | —             | ausgeschieden | ausgeschieden | ausgeschieden |
| Aleksandra Lisowska                                                                                   | Marathon         | —           | —       | —             | —             | —             | —             | 2:31:10 h     | 36            | 36            |
| Angelika Mach                                                                                         | Marathon         | —           | —       | —             | —             | —             | —             | 2:37:56 h     | 64            | 64            |
| Katarzyna Zdziebło                                                                                    | 20 km Gehen      | —           | —       | —             | —             | —             | —             | 1:33:52 h     | 30            | 30            |
| Martyna Kotwiła Magdalena Niemczyk Magdalena Stefanowicz Ewa Swoboda Kryszina Zimanouskaja            | 4 × 100 m        | 42,86 s     | 5       | —             | —             | —             | —             | ausgeschieden | ausgeschieden | ausgeschieden |
| Anastazja Kuś Aleksandra Formella Alicja Wrona-Kutrzepa Justyna Święty-Ersetic                        | 4 × 400 m        | 3:26,69 min | 6       | —             | —             | —             | —             | ausgeschieden | ausgeschieden | ausgeschieden |
| Männer                                                                                                |                  |             |         |               |               |               |               |               |               |               |
| Oliwer Wdowik                                                                                         | 100 m            | 11,53 s     | 9       | —             | —             | ausgeschieden | ausgeschieden | ausgeschieden | ausgeschieden | ausgeschieden |
| Albert Komański                                                                                       | 200 m            | 20,77 s     | 8       | 20,90 s       | 5             | ausgeschieden | ausgeschieden | ausgeschieden | ausgeschieden | ausgeschieden |
| Mateusz Borkowski                                                                                     | 800 m            | 1:47,50 min | 7       | 1:45,27 min   | 6             | ausgeschieden | ausgeschieden | ausgeschieden | ausgeschieden | ausgeschieden |
| Filip Rak                                                                                             | 1500 m           | 3:38,12 min | 11      | 3:34,53 min   | 7             | ausgeschieden | ausgeschieden | ausgeschieden | ausgeschieden | ausgeschieden |
| Maciej Wyderka                                                                                        | 1500 m           | 3:38,79 min | 12      | 3:36,79 min   | 9             | ausgeschieden | ausgeschieden | ausgeschieden | ausgeschieden | ausgeschieden |
| Damian Czykier                                                                                        | 110 m Hürden     | 13,99 s     | 8       | 13,71 s       | 5             | ausgeschieden | ausgeschieden | ausgeschieden | ausgeschieden | ausgeschieden |
| Jakub Szymański                                                                                       | 110 m Hürden     | 13,75 s     | 7       | 13,63 s       | 4             | ausgeschieden | ausgeschieden | ausgeschieden | ausgeschieden | ausgeschieden |
| Krzysztof Kiljan                                                                                      | 110 m Hürden     | 13,67 s     | 8       | 13,73 s       | 6             | ausgeschieden | ausgeschieden | ausgeschieden | ausgeschieden | ausgeschieden |
| Maher Ben Hlima                                                                                       | 20 km Gehen      | —           | —       | —             | —             | —             | —             | 1:22:34 h     | 29            | 29            |
| Artur Brzozowski                                                                                      | 20 km Gehen      | —           | —       | —             | —             | —             | —             | 1:22:11 h     | 27            | 27            |
| Maksymilian Szwed Karol Zalewski Daniel Sołtysiak Kajetan Duszyński                                   | 4 × 400 m        | 3:01,21 min | 7       | —             | —             | —             | —             | ausgeschieden | ausgeschieden | ausgeschieden |
| Mixed                                                                                                 |                  |             |         |               |               |               |               |               |               |               |
| Maksymilian Szwed Marika Popowicz-Drapała Karol Zalewski Justyna Święty-Ersetic Alicja Wrona-Kutrzepa | 4 × 400 m        | 3:11,43 min | 7       | —             | —             | —             | —             | 3:12,39 min   | 7             | 7             |
| Maher Ben Hlima Olga Chojecka                                                                         | Marathon Gehen   | —           | —       | —             | —             | —             | —             | 3:00:55 h     | 16            | 16            |

Springen und Werfen
| Athleten          | Wettbewerb     | Qualifikation | Qualifikation | Finale        | Finale        | Rang |
| Athleten          | Wettbewerb     | Weite/Höhe    | Rang          | Weite/Höhe    | Rang          | Rang |
| ----------------- | -------------- | ------------- | ------------- | ------------- | ------------- | ---- |
| Frauen            |                |               |               |               |               |      |
| Maria Żodzik      | Hochsprung     | 1,83 m        | 28            | ausgeschieden | ausgeschieden | 28   |
| Nikola Horowska   | Weitsprung     | 6,31 m        | 27            | ausgeschieden | ausgeschieden | 27   |
| Klaudia Kardasz   | Kugelstoßen    | 17,45 m       | 19            | ausgeschieden | ausgeschieden | 19   |
| Daria Zabawska    | Diskuswurf     | 60,86 m       | 20            | ausgeschieden | ausgeschieden | 20   |
| Anita Włodarczyk  | Hammerwurf     | 71,06 m       | 12            | 74,23 m       | 4             | 4    |
| Malwina Kopron    | Hammerwurf     | 67,68 m       | 23            | ausgeschieden | ausgeschieden | 23   |
| Maria Andrejczyk  | Speerwurf      | 65,52 m       | 1             | 62,44 m       | 8             | 8    |
| Männer            |                |               |               |               |               |      |
| Piotr Lisek       | Stabhochsprung | 5,60 m        | 15            | ausgeschieden | ausgeschieden | 15   |
| Robert Sobera     | Stabhochsprung | 5,60 m        | 15            | ausgeschieden | ausgeschieden | 15   |
| Konrad Bukowiecki | Kugelstoßen    | 18,83 m       | 28            | ausgeschieden | ausgeschieden | 28   |
| Michał Haratyk    | Kugelstoßen    | 19,94 m       | 19            | ausgeschieden | ausgeschieden | 19   |
| Paweł Fajdek      | Hammerwurf     | 76,56 m       | 9             | 78,80 m       | 5             | 5    |
| Wojciech Nowicki  | Hammerwurf     | 76,32 m       | 10            | 77,42 m       | 7             | 7    |
| Marcin Krukowski  | Speerwurf      | 82,34 m       | 14            | ausgeschieden | ausgeschieden | 14   |
| Cyprian Mrzygłód  | Speerwurf      | 78,50 m       | 23            | ausgeschieden | ausgeschieden | 23   |
| Dawid Wegner      | Speerwurf      | 76,89 m       | 26            | ausgeschieden | ausgeschieden | 26   |

Mehrkampf 
| Athletinnen    | 100 m Hürden | 100 m Hürden | Hochsprung | Hochsprung | Kugelstoßen | Kugelstoßen | 200 m   | 200 m  | Weitsprung | Weitsprung | Speerwurf | Speerwurf | 800 m       | 800 m  | Punkte | Rang |
| Athletinnen    | Zeit         | Punkte       | Höhe       | Punkte     | Weite       | Punkte      | Zeit    | Punkte | Weite      | Punkte     | Weite     | Punkte    | Zeit        | Punkte | Punkte | Rang |
| -------------- | ------------ | ------------ | ---------- | ---------- | ----------- | ----------- | ------- | ------ | ---------- | ---------- | --------- | --------- | ----------- | ------ | ------ | ---- |
| Siebenkampf    |              |              |            |            |             |             |         |        |            |            |           |           |             |        |        |      |
| Adrianna Sułek | 13,32 s      | 1077         | 1,77 m     | 941        | 13,94 m     | 790         | 24,20 s | 962    | 6,22 m     | 918        | 36,63 m   | 603       | 2:12,06 min | 935    | 6226   | 12   |

### Moderner Fünfkampf
Bei den Europaspielen 2023 konnte sich Łukasz Gutkowski für die Olympischen Spiele qualifizieren. Über das UIPM Ranking gelang drei weiteren Athleten die Qualifikation.
| Athleten         | Fechten | Fechten | Schwimmen   | Schwimmen | Reiten  | Reiten | Combined     | Combined | Punkte | Rang |
| Athleten         | Bilanz  | Punkte  | Zeit        | Punkte    | Zeit    | Punkte | Zeit         | Punkte   | Punkte | Rang |
| ---------------- | ------- | ------- | ----------- | --------- | ------- | ------ | ------------ | -------- | ------ | ---- |
| Frauen           |         |         |             |           |         |        |              |          |        |      |
| Anna Maliszewska | 16+0    | 205     | 2:18,56 min | 273       | 59,27 s | 293    | 11:38,96 min | 602      | 1373   | 22   |
| Natalia Dominiak | 14+0    | 195     | 2:16,84 min | 277       | 67,56 s | 286    | 12:09,40 min | 571      | 1329   | 25   |
| Männer           |         |         |             |           |         |        |              |          |        |      |
| Łukasz Gutkowski | 20+0    | 225     | 2:05,28 min | 300       | 59,94 s | 286    | 10:19,70 min | 681      | 1492   | 15   |
| Kamil Kasperczak | 20+0    | 225     | 2:12,73 min | 285       | 64,48 s | 292    | DNF          | 0        | 802    | 36   |

### Radsport
Über die UCI-Straßen-Weltrangliste nach Nationen erhielt Polen einen Startplatz für das Straßenrennen der Männer und drei Startplätze für das Straßenrennen der Frauen. Durch die Platzierung in der Rangliste der Frauen und das Abschneiden bei den Weltmeisterschaften 2023 durften zudem zwei Polinnen im Einzelzeitfahren an den Start gehen. Auf der Bahn konnten durch die Platzierungen in den jeweiligen Ranglisten insgesamt zehn Quotenplätze erreicht werden. Über das olympische Qualifikationsranking im Mountainbike erhielt Polen je einen Startplatz bei den Frauen und Männern.
Kurz vor Beginn der Wettbewerbe wurde der Bahnrsprinter Mateusz Rudyk vorläufig vom Weltradsportverband UCI suspendiert, da bei ihm die Einnahme von Insulin nachgewiesen worden war. Rudyk hat Diabetes, hatte aber die Ausnahmegenehmigung für sein Medikament nicht wie vorgeschrieben verlängert. Die Suspendierung wurde am 31. Juli, rechtzeitig vor Beginn der Wettbewerbe, von der UCI aufgehoben.

#### Bahn
| Athleten                                   | Wettbewerb | Rang   | Details                                                                                          |
| ------------------------------------------ | ---------- | ------ | ------------------------------------------------------------------------------------------------ |
| Frauen                                     |            |        |                                                                                                  |
| Marlena Karwacka Urszula Łoś Nikola Sibiak | Teamsprint | 7      | Qualifikation: 47,284 s Erste Runde: 47,022 s Finale: 47,175 s                                   |
| Marlena Karwacka                           | Sprint     | 23     |                                                                                                  |
| Marlena Karwacka                           | Keirin     | 19     |                                                                                                  |
| Urszula Łoś                                | Keirin     | 27     |                                                                                                  |
| Nikola Sibiak                              | Sprint     | 25     |                                                                                                  |
| Daria Pikulik Wiktoria Pikulik             | Madison    | 7      | 14 Punkte                                                                                        |
| Daria Pikulik                              | Omnium     | Silber | Scratch: 14 Punkte Temporennen: 36 Punkte Ausscheidungsfahren: 22 Punkte Punktefahren: 59 Punkte |
| Männer                                     |            |        |                                                                                                  |
| Mateusz Rudyk                              | Sprint     | 5      |                                                                                                  |
| Mateusz Rudyk                              | Keirin     | 10     |                                                                                                  |
| Alan Banaszek                              | Omnium     | 18     | Scratch: 4 Punkte Temporennen: 8 Punkte Ausscheidungsfahren: 24 Punkte Punktefahren: 5 Punkte    |

#### Straße
Michał Kwiatkowski fuhr das Einzelzeitfahren der Männer und war auch für das Straßenrennen vorgesehen, musste aber wegen Rückenschmerzen passen. Er wurde durch Stanisław Aniołkowski ersetzt.
| Athleten                 | Wettbewerb       | Zeit         | Rang |
| ------------------------ | ---------------- | ------------ | ---- |
| Frauen                   |                  |              |      |
| Marta Lach               | Straßenrennen    | 4:02:50 h    | 10   |
| Marta Lach               | Einzelzeitfahren | 43:03,43 min | 18   |
| Katarzyna Niewiadoma     | Straßenrennen    | 4:02:07 h    | 8    |
| Agnieszka Skalniak-Sójka | Straßenrennen    | 4:07:16 h    | 45   |
| Agnieszka Skalniak-Sójka | Einzelzeitfahren | 42:24,62 min | 12   |
| Männer                   |                  |              |      |
| Stanisław Aniołkowski    | Straßenrennen    | 6:38:03 h    | 61   |
| Michał Kwiatkowski       | Einzelzeitfahren | 38:49,60 min | 23   |

#### Mountainbike
| Athleten          | Wettbewerb    | Zeit      | Rang |
| ----------------- | ------------- | --------- | ---- |
| Frauen            |               |           |      |
| Paula Gorycka     | Cross-Country | LAP       | 27   |
| Männer            |               |           |      |
| Krzysztof Łukasik | Cross-Country | 1:33:55 h | 27   |

### Reiten
Über die jeweiligen Qualifikationsevents der Gruppe C (Zentral- und Osteuropa, Zentrales Asien) konnten sich alle drei polnischen Mannschaften für die Spiele qualifizieren. Somit durften auch in allen Einzelwettbewerben je drei polnische Reiter an den Start gehen.

#### Dressurreiten
| Athleten                                                                                       | Wettbewerb | Prozent / Punkte           | Prozent / Punkte | Prozent / Punkte | Rang |
| Athleten                                                                                       | Wettbewerb | Grand Prix (Qualifikation) | GP Spécial       | GP Kür           | Rang |
| ---------------------------------------------------------------------------------------------- | ---------- | -------------------------- | ---------------- | ---------------- | ---- |
| Katarzyna Milczarek mit Guapo                                                                  | Einzel     | 66,910                     | —                | ausgeschieden    | 48   |
| Aleksandra Szulc mit Breakdance                                                                | Einzel     | 60,078                     | —                | ausgeschieden    | 58   |
| Sandra Sysojeva mit Maxima Bella                                                               | Einzel     | 73,416                     | —                | 80,075           | 15   |
| Katarzyna Milczarek mit Guapo Aleksandra Szulc mit Breakdance Sandra Sysojeva mit Maxima Bella | Mannschaft | 200,404                    | ausgeschieden    | —                | 14   |

#### Springreiten
| Athleten                                                                                     | Wettbewerb | Strafpunkte   | Strafpunkte   | Strafpunkte   | Strafpunkte   | Strafpunkte   | Strafpunkte   | Rang |
| Athleten                                                                                     | Wettbewerb | Einzelwertung | Einzelwertung | Einzelwertung | Nationenpreis | Nationenpreis | Nationenpreis | Rang |
| Athleten                                                                                     | Wettbewerb | 1. Umlauf     | 2. Umlauf     | Stechen       | 1. Umlauf     | 2. Umlauf     | Stechen       | Rang |
| -------------------------------------------------------------------------------------------- | ---------- | ------------- | ------------- | ------------- | ------------- | ------------- | ------------- | ---- |
| Adam Grzegorzewski mit ISSEM                                                                 | Einzel     | 8             | ausgeschieden | ausgeschieden | —             | —             | —             | 52   |
| Dawid Kubiak mit Flash Blue B                                                                | Einzel     | 8             | ausgeschieden | ausgeschieden | —             | —             | —             | 53   |
| Maksymilian Wechta mit Chepettano                                                            | Einzel     | 12            | ausgeschieden | ausgeschieden | —             | —             | —             | 58   |
| Adam Grzegorzewski mit ISSEM Dawid Kubiak mit Flash Blue B Maksymilian Wechta mit Chepettano | Mannschaft | —             | —             | —             | 234,45        | ausgeschieden | ausgeschieden | 17   |

#### Vielseitigkeitsreiten
| Athleten | Wettbewerb | Minuspunkte Dressur | Minuspunkte Gelände | Minuspunkte Springen | Minuspunkte Springen | Minuspunkte Gesamt | Rang          |
| --- | ---------- | ------------------- | ------------------- | -------------------- | -------------------- | ------------------ | ------------- |
| Jan Kaminski mit Jard | Einzel     | 35,80               | ausgeschieden       | ausgeschieden        | ausgeschieden        | ausgeschieden      | ausgeschieden |
| Małgorzata Korycka mit Canvalencia                                                                                          | Einzel     | 39,40               | 21,20               | 10,00                | ausgeschieden        | 70,60              | 39            |
| Robert Powała mit Tosca Del Castegno                                                                                        | Einzel     | 34,70               | 60,00               | 1,60                 | ausgeschieden        | 96,30              | 48            |
| Wiktoria Knap mit Quintus 134 Robert Powała mit Tosca Del Castegno Małgorzata Korycka mit Canvalencia Jan Kaminski mit Jard | Mannschaft | 109,90              | 281,20              | 34,40                | —                    | 445,50             | 16            |

### Ringen
Über die Weltmeisterschaften 2023 erhielt Polen einen Quotenplatz in der Gewichtsklasse bis 57 kg der Frauen. Über das europäische Qualifikationsturnier in Baku kamen zwei weitere Athleten hinzu. Auch beim finalen Qualifikationsturnier in Istanbul konnten zwei Quotenplätze gewonnen werden.

#### Freier Stil
Legende: G = Gewonnen, V = Verloren, S = Schultersieg
| Athleten            | Wettbewerb        | Achtelfinale         | Achtelfinale | Viertelfinale    | Viertelfinale | Halbfinale    | Halbfinale    | Hoffnungsrunde Halbfinale | Hoffnungsrunde Halbfinale | Hoffnungsrunde Finale | Hoffnungsrunde Finale | Finale        | Finale        | Rang |
| Athleten            | Wettbewerb        | Gegner               | Ergebnis     | Gegner           | Ergebnis      | Gegner        | Ergebnis      | Gegner                    | Ergebnis                  | Gegner                | Ergebnis              | Gegner        | Ergebnis      | Rang |
| ------------------- | ----------------- | -------------------- | ------------ | ---------------- | ------------- | ------------- | ------------- | ------------------------- | ------------------------- | --------------------- | --------------------- | ------------- | ------------- | ---- |
| Frauen              |                   |                      |              |                  |               |               |               |                           |                           |                       |                       |               |               |      |
| Anhelina Łysak      | Klasse bis 57 kg  | A. Hruschyna-Akobija | V 13:16      | ausgeschieden    | ausgeschieden | ausgeschieden | ausgeschieden | ausgeschieden             | ausgeschieden             | ausgeschieden         | ausgeschieden         | ausgeschieden | ausgeschieden | 10   |
| Wiktoria Chołuj     | Klasse bis 68 kg  | Zhou F.              | G 10:3       | A. Elor          | V 0:8         | ausgeschieden | ausgeschieden | B. Tosun                  | V 3:4                     | ausgeschieden         | ausgeschieden         | ausgeschieden | ausgeschieden | 8    |
| Männer              |                   |                      |              |                  |               |               |               |                           |                           |                       |                       |               |               |      |
| Zbigniew Baranowski | Klasse bis 97 kg  | R. Lefter            | G 8:2        | M. Magomedow     | V 2:7         | ausgeschieden | ausgeschieden | ausgeschieden             | ausgeschieden             | ausgeschieden         | ausgeschieden         | ausgeschieden | ausgeschieden | 8    |
| Robert Baran        | Klasse bis 125 kg | J. Batyrmursajew     | G 4:1        | G. Petriaschwili | V 2:9         | ausgeschieden | ausgeschieden | O. Chozjaniwskyj          | G 3:0                     | G. Meschwildischwili  | V 3:9                 | ausgeschieden | ausgeschieden | 5    |

#### Griechisch-römischer Stil
Legende: G = Gewonnen, V = Verloren, S = Schultersieg
| Athleten           | Wettbewerb       | Achtelfinale | Achtelfinale | Viertelfinale | Viertelfinale | Halbfinale    | Halbfinale    | Hoffnungsrunde Halbfinale | Hoffnungsrunde Halbfinale | Hoffnungsrunde Finale | Hoffnungsrunde Finale | Finale        | Finale        | Rang |
| Athleten           | Wettbewerb       | Gegner       | Ergebnis     | Gegner        | Ergebnis      | Gegner        | Ergebnis      | Gegner                    | Ergebnis                  | Gegner                | Ergebnis              | Gegner        | Ergebnis      | Rang |
| ------------------ | ---------------- | ------------ | ------------ | ------------- | ------------- | ------------- | ------------- | ------------------------- | ------------------------- | --------------------- | --------------------- | ------------- | ------------- | ---- |
| Männer             |                  |              |              |               |               |               |               |                           |                           |                       |                       |               |               |      |
| Arkadiusz Kułynycz | Klasse bis 87 kg | A. Cengiz    | G 5:3        | A. Mohmadi    | V 1:10        | ausgeschieden | ausgeschieden | C. Muñoz                  | G 3:1                     | S. Belenjuk           | V 1:3                 | ausgeschieden | ausgeschieden | 5    |

### Rudern
Der Doppelvierer der Männer qualifizierte sich über die Weltmeisterschaften 2023 für die Olympischen Spiele. Bei der europäischen Qualifikationsregatta kam ein Startplatz im Leichtgewichts-Doppelzweier der Frauen hinzu.
| Athleten                                                        | Wettbewerb                  | Vorlauf     | Vorlauf | Vorlauf       | Hoffnungslauf / Viertelfinale | Hoffnungslauf / Viertelfinale | Hoffnungslauf / Viertelfinale | Halbfinale  | Halbfinale | Halbfinale    | Finale      | Finale | Rang   |
| Athleten                                                        | Wettbewerb                  | Zeit        | Rang    | Qualifikation | Zeit                          | Rang                          | Qualifikation                 | Zeit        | Rang       | Qualifikation | Zeit        | Rang   | Rang   |
| --------------------------------------------------------------- | --------------------------- | ----------- | ------- | ------------- | ----------------------------- | ----------------------------- | ----------------------------- | ----------- | ---------- | ------------- | ----------- | ------ | ------ |
| Frauen                                                          |                             |             |         |               |                               |                               |                               |             |            |               |             |        |        |
| Martyna Radosz Katarzyna Wełna                                  | Leichtgewichts-Doppelzweier | 7:11,14 min | 4       | Hoffnungslauf | 7:16,26 min                   | 1                             | Halbfinale A/B                | 7:06,69 min | 4          | B-Finale      | 7:08,47 min | 3      | 9      |
| Männer                                                          |                             |             |         |               |                               |                               |                               |             |            |               |             |        |        |
| Fabian Barański Mateusz Biskup Dominik Czaja Mirosław Ziętarski | Doppelvierer                | 5:44,39 min | 2       | A-Finale      | ―                             | ―                             | ―                             | —           | —          | —             | 5:44,59 min | 3      | Bronze |

### Schießen
Im Qualifikationszeitraum konnten zahlreiche Quotenplätze erreicht werden.
| Athleten                               | Wettbewerb                                 | Qualifikation   | Qualifikation | Finale          | Finale        |
| Athleten                               | Wettbewerb                                 | Ringe/ Scheiben | Rang          | Ringe/ Scheiben | Rang          |
| -------------------------------------- | ------------------------------------------ | --------------- | ------------- | --------------- | ------------- |
| Frauen                                 |                                            |                 |               |                 |               |
| Klaudia Breś                           | 25 m Sportpistole                          | 573             | 29            | ausgeschieden   | ausgeschieden |
| Natalia Kochańska                      | 50 m Kleinkalibergewehr Dreistellungskampf | 589             | 6             | 418,5           | 6             |
| Aleksandra Pietruk                     | 50 m Kleinkalibergewehr Dreistellungskampf | 582             | 20            | ausgeschieden   | ausgeschieden |
| Klaudia Breś                           | 10 m Luftpistole                           | 573             | 14            | ausgeschieden   | ausgeschieden |
| Julia Piotrowska                       | 10 m Luftgewehr                            | 629,3           | 13            | ausgeschieden   | ausgeschieden |
| Aneta Stankiewicz                      | 10 m Luftgewehr                            | 627,4           | 21            | ausgeschieden   | ausgeschieden |
| Männer                                 |                                            |                 |               |                 |               |
| Tomasz Bartnik                         | 50 m Kleinkalibergewehr Dreistellungskampf | 591             | 6             | 408,8           | 7             |
| Maciej Kowalewicz                      | 50 m Kleinkalibergewehr Dreistellungskampf | 579             | 37            | ausgeschieden   | ausgeschieden |
| Tomasz Bartnik                         | 10 m Luftgewehr                            | 626,1           | 36            | ausgeschieden   | ausgeschieden |
| Maciej Kowalewicz                      | 10 m Luftgewehr                            | 627,8           | 25            | ausgeschieden   | ausgeschieden |
| Mixed                                  |                                            |                 |               |                 |               |
| Aneta Stankiewicz Tomasz Bartnik       | 10 m Luftgewehr Mannschaft                 | 626,9           | 10            | ausgeschieden   | ausgeschieden |
| Julia Ewa Piotrowska Maciej Kowalewicz | 10 m Luftgewehr Mannschaft                 | 623,7           | 23            | ausgeschieden   | ausgeschieden |

### Schwimmen
Die olympischen Normzeiten hatten neun polnische Schwimmer in acht Wettbewerben erreicht. Über die zeitschnellsten Staffeln, bei den Weltmeisterschaften 2023 und den Weltmeisterschaften 2024 konnten sich zudem vier Staffeln für die Wettbewerbe in Paris qualifizieren. Piotr Woźniak profitierte von der Neuverteilung ungenutzter Quotenplätze und ging im Freiwasserschwimmen an den Start.
| Athleten                                                                   | Wettbewerb          | Vorlauf      | Vorlauf | Halbfinale    | Halbfinale    | Finale        | Finale        | Rang |
| Athleten                                                                   | Wettbewerb          | Zeit         | Rang    | Zeit          | Rang          | Zeit          | Rang          | Rang |
| -------------------------------------------------------------------------- | ------------------- | ------------ | ------- | ------------- | ------------- | ------------- | ------------- | ---- |
| Frauen                                                                     |                     |              |         |               |               |               |               |      |
| Katarzyna Wasick                                                           | 50 m Freistil       | 24,27 s      | 2       | 24,23 s       | 3             | 24,33 s       | 5             | 5    |
| Kornelia Fiedkiewicz                                                       | 50 m Freistil       | 24,94 s      | 20      | ausgeschieden | ausgeschieden | ausgeschieden | ausgeschieden | 20   |
| Kornelia Fiedkiewicz                                                       | 100 m Freistil      | 55,25 s      | 20      | ausgeschieden | ausgeschieden | ausgeschieden | ausgeschieden | 20   |
| Adela Piskorska                                                            | 100 m Rücken        | 1:00,47 min  | 17      | ausgeschieden | ausgeschieden | ausgeschieden | ausgeschieden | 17   |
| Adela Piskorska                                                            | 200 m Rücken        | 2:13,39 min  | 24      | ausgeschieden | ausgeschieden | ausgeschieden | ausgeschieden | 24   |
| Laura Bernat                                                               | 200 m Rücken        | 2:14,57 min  | 25      | ausgeschieden | ausgeschieden | ausgeschieden | ausgeschieden | 25   |
| Dominika Sztandera                                                         | 100 m Brust         | 1:07,22 min  | 21      | ausgeschieden | ausgeschieden | ausgeschieden | ausgeschieden | 21   |
| Zuzanna Famulok Kornelia Fiedkiewicz Julia Maik Katarzyna Wasick           | 4 × 100 m Freistil  | 3:40,67 min  | 13      | —             | —             | ausgeschieden | ausgeschieden | 13   |
| Kornelia Fiedkiewicz Paulina Peda Adela Piskorska Dominika Sztandera       | 4 × 100 m Lagen     | 4:00,94 min  | 12      | —             | —             | ausgeschieden | ausgeschieden | 12   |
| Männer                                                                     |                     |              |         |               |               |               |               |      |
| Piotr Ludwiczak                                                            | 50 m Freistil       | 22,34 s      | 35      | ausgeschieden | ausgeschieden | ausgeschieden | ausgeschieden | 35   |
| Jakub Majerski                                                             | 100 m Freistil      | 49,44 s      | 36      | ausgeschieden | ausgeschieden | ausgeschieden | ausgeschieden | 36   |
| Krzysztof Chmielewski                                                      | 1500 m Freistil     | 15:04,99 min | 16      | —             | —             | ausgeschieden | ausgeschieden | 16   |
| Ksawery Masiuk                                                             | 100 m Rücken        | 53,08 s      | 5       | 53,44 s       | 12            | ausgeschieden | ausgeschieden | 12   |
| Ksawery Masiuk                                                             | 200 m Rücken        | 1:58,01 min  | 17      | ausgeschieden | ausgeschieden | ausgeschieden | ausgeschieden | 17   |
| Jan Kałusowski                                                             | 100 m Brust         | 1:00,40 min  | 22      | ausgeschieden | ausgeschieden | ausgeschieden | ausgeschieden | 22   |
| Jan Kałusowski                                                             | 200 m Brust         | 2:11,87 min  | 20      | ausgeschieden | ausgeschieden | ausgeschieden | ausgeschieden | 20   |
| Jakub Majerski                                                             | 100 m Schmetterling | 51,18 s      | 9       | 51,37 s       | 11            | ausgeschieden | ausgeschieden | 11   |
| Krzysztof Chmielewski                                                      | 200 m Schmetterling | 1:55,42 min  | 9       | 1:54,28 min   | 6             | 1:53,90 min   | 4             | 4    |
| Michał Chmielewski                                                         | 200 m Schmetterling | 1:55,28 min  | 7       | 1:54,64 min   | 9             | ausgeschieden | ausgeschieden | 9    |
| Mateusz Chowaniec Dominik Dudys Bartosz Piszczorowicz Kamil Sieradzki      | 4 × 100 m Freistil  | 3:14,94 min  | 13      | —             | —             | ausgeschieden | ausgeschieden | 13   |
| Jan Kalusowski Jakub Majerski Ksawery Masiuk Bartosz Piszczorowicz         | 4 × 100 m Lagen     | 3:33,70 min  | 10      | —             | —             | ausgeschieden | ausgeschieden | 10   |
| Piotr Woźniak                                                              | 10 km Freiwasser    | —            | —       | —             | —             | 2:02:38,6 h   | 22            | 22   |
| Mixed                                                                      |                     |              |         |               |               |               |               |      |
| Kornelia Fiedkiewicz Adrian Jaskiewicz Kacper Stokowski Dominika Sztandera | 4 × 100 m Lagen     | 3:48,19 min  | 14      | —             | —             | ausgeschieden | ausgeschieden | 14   |

### Segeln
In vier Bootsklassen konnten sich polnische Segler bei den Segel-Weltmeisterschaften 2023 Startplätze für die Olympischen Spiele sichern. Bei der Last Chance Regatta kamen drei weitere Quotenplätze hinzu. Über die Neuverteilung ungenutzter Quotenplätze erhielt man einen Startplatz im Laser der Männer.
| Athleten                             | Wettbewerb        | Qualifikation | Qualifikation | Medal Race    | Medal Race    | Punkte | Rang |
| Athleten                             | Wettbewerb        | Punkte        | Rang          | Punkte        | Rang          | Punkte | Rang |
| ------------------------------------ | ----------------- | ------------- | ------------- | ------------- | ------------- | ------ | ---- |
| Frauen                               |                   |               |               |               |               |        |      |
| Maja Dziarnowska                     | Windsurfen iQFoiL | 102           | 6             | Viertelfinale | Viertelfinale | —      | 8    |
| Agata Barwińska                      | Laser Radial      | 154           | 15            | ausgeschieden | ausgeschieden | 154    | 15   |
| Julia Damasiewicz                    | Formula Kite      | 43            | 9             | Halbfinale    | Halbfinale    | —      | 7    |
| Sandra Jankowiak Aleksandra Melzacka | 49erFX            | 144           | 18            | ausgeschieden | ausgeschieden | 144    | 18   |
| Männer                               |                   |               |               |               |               |        |      |
| Paweł Tarnowski                      | Windsurfen iQFoiL | 66            | 4             | Viertelfinale | Viertelfinale | —      | 10   |
| Michał Krasodomski                   | Laser             | 276           | 40            | ausgeschieden | ausgeschieden | 276    | 40   |
| Maksymilian Żakowski                 | Formula Kite      | 60            | 16            | ausgeschieden | ausgeschieden | 60     | 16   |
| Dominik Buksak Szymon Wierzbicki     | 49er              | 83            | 5             | 10            | 5             | 93     | 5    |

### Sportklettern
Beim europäischen Qualifikationswettkampf in Rom konnte sich Aleksandra Mirosław im Speed für den olympischen Wettbewerb qualifizieren. Ebenfalls im Speedklettern der Frauen gelang Aleksandra Kałucka die Qualifikation über die olympische Qualifikationsserie.
Speed
| Athleten            | Qualifikation | Qualifikation | Achtelfinale | Achtelfinale | Viertelfinale | Viertelfinale   | Halbfinale | Halbfinale  | Finale / Platz 3 | Finale / Platz 3 | Rang   |
| Athleten            | Zeit          | Rang          | Zeit         | Gegner       | Zeit          | Gegner          | Zeit       | Gegner      | Zeit             | Gegner           | Rang   |
| ------------------- | ------------- | ------------- | ------------ | ------------ | ------------- | --------------- | ---------- | ----------- | ---------------- | ---------------- | ------ |
| Frauen              |               |               |              |              |               |                 |            |             |                  |                  |        |
| Aleksandra Mirosław | 6,06 s        | 1             | 6,10:9,36    | A. Holder    | 6,35:7,06     | L. Romero Pérez | 6,19:6,34  | A. Kałucka  | 6,10:6,18        | Deng L.          | Gold   |
| Aleksandra Kałucka  | 6,389 s       | 3             | 6,65:8,41    | S. Tetzlaff  | 6,49:6,58     | Zhou Y.         | 6,34:6,19  | A. Mirosław | 6,53:8,24        | R. Sallsabillah  | Bronze |

### Tennis
Über die ATP- und WTA-Ranglisten qualifizierten sich sechs polnische Tennisspieler für die im Stade Roland Garros ausgetragenen Wettbewerbe.
| Athleten                      | Wettbewerb | 1. Runde                   | 1. Runde  | 2. Runde      | 2. Runde      | Achtelfinale  | Achtelfinale  | Viertelfinale | Viertelfinale       | Halbfinale    | Halbfinale    | Finale / Platz 3  | Finale / Platz 3 | Rang   |
| Athleten                      | Wettbewerb | Gegner                     | Ergebnis  | Gegner        | Ergebnis      | Gegner        | Ergebnis      | Gegner        | Ergebnis            | Gegner        | Ergebnis      | Gegner            | Ergebnis         | Rang   |
| ----------------------------- | ---------- | -------------------------- | --------- | ------------- | ------------- | ------------- | ------------- | ------------- | ------------------- | ------------- | ------------- | ----------------- | ---------------- | ------ |
| Frauen                        |            |                            |           |               |               |               |               |               |                     |               |               |                   |                  |        |
| Iga Świątek                   | Einzel     | I.-C. Begu                 | 6:2, 7:5  | D. Parry      | 6:1, 6:1      | Xiy. Wang     | 6:3, 6:4      | D. Collins    | 6:1, 2:6, 4:1 aufg. | Zheng Q.      | 2:6, 5:7      | A. K. Schmiedlová | 6:2, 6:1         | Bronze |
| Magda Linette                 | Einzel     | M. Andrejewa               | 6:3, 6:4  | J. Paolini    | 4:6, 1:6      | ausgeschieden | ausgeschieden | ausgeschieden | ausgeschieden       | ausgeschieden | ausgeschieden | ausgeschieden     | ausgeschieden    | 17     |
| Magdalena Fręch               | Einzel     | W. Tomowa                  | 4:6, 6:74 | ausgeschieden | ausgeschieden | ausgeschieden | ausgeschieden | ausgeschieden | ausgeschieden       | ausgeschieden | ausgeschieden | ausgeschieden     | ausgeschieden    | 33     |
| Magda Linette Alicja Rosolska | Doppel     | M. Kostjuk / D. Jastremska | 4:6, 1:6  | —             | —             | ausgeschieden | ausgeschieden | ausgeschieden | ausgeschieden       | ausgeschieden | ausgeschieden | ausgeschieden     | ausgeschieden    | 17     |

### Tischtennis
Über die ITTF-Weltrangliste qualifizierte sich die Mannschaft der Frauen für das olympische Turnier. Damit durften auch im Einzel der Frauen zwei Athletinnen an den Start gehen. Beim europäischen Qualifikationsturnier in Sarajevo konnte zudem Miłosz Redzimski einen Startplatz für das Einzel der Männer ergattern.
| Athleten                                        | Wettbewerb | 1. Runde | 1. Runde | 2. Runde      | 2. Runde | 3. Runde      | 3. Runde      | Achtelfinale  | Achtelfinale  | Viertelfinale | Viertelfinale | Halbfinale    | Halbfinale    | Finale / Platz 3 | Finale / Platz 3 | Rang |
| Athleten                                        | Wettbewerb | Gegner   | Erg.     | Gegner        | Erg.     | Gegner        | Erg.          | Gegner        | Erg.          | Gegner        | Erg.          | Gegner        | Erg.          | Gegner           | Erg.             | Rang |
| ----------------------------------------------- | ---------- | -------- | -------- | ------------- | -------- | ------------- | ------------- | ------------- | ------------- | ------------- | ------------- | ------------- | ------------- | ---------------- | ---------------- | ---- |
| Frauen                                          |            |          |          |               |          |               |               |               |               |               |               |               |               |                  |                  |      |
| Natalia Bajor                                   | Einzel     | Freilos  | Freilos  | S. Sawettabut | 4:3      | F. Yu         | 4:3           | Cheng I-c.    | 0:4           | ausgeschieden | ausgeschieden | ausgeschieden | ausgeschieden | ausgeschieden    | ausgeschieden    | 9    |
| Katarzyna Węgrzyn                               | Einzel     | F. Ali   | 4:0      | L. Bergström  | 1:4      | ausgeschieden | ausgeschieden | ausgeschieden | ausgeschieden | ausgeschieden | ausgeschieden | ausgeschieden | ausgeschieden | ausgeschieden    | ausgeschieden    | 33   |
| Natalia Bajor Katarzyna Węgrzyn Zuzanna Wielgos | Mannschaft | —        | —        | —             | —        | —             | —             | Japan         | 0:3           | ausgeschieden | ausgeschieden | ausgeschieden | ausgeschieden | ausgeschieden    | ausgeschieden    | 9    |
| Männer                                          |            |          |          |               |          |               |               |               |               |               |               |               |               |                  |                  |      |
| Miłosz Redzimski                                | Einzel     | Freilos  | Freilos  | M. El-Beiali  | 4:0      | A. Lind       | 3:4           | ausgeschieden | ausgeschieden | ausgeschieden | ausgeschieden | ausgeschieden | ausgeschieden | ausgeschieden    | ausgeschieden    | 17   |

### Triathlon
Über die Einzelwertung Europa der Qualifikationsrangliste erhielt Polen einen Startplatz bei den Frauen.
| Athleten       | Wettbewerb | Zeit      | Rang |
| -------------- | ---------- | --------- | ---- |
| Frauen         |            |           |      |
| Roksana Słupek | Einzel     | 1:57:16 h | 13   |

### Volleyball
Beide polnischen Teams hatten sich für die olympischen Turniere qualifiziert. Die Männer gewannen das Qualifikationsturnier in Xi’an. Den Frauen reichte der zweite Platz bei ihrem Qualifikationsturnier in Łódź vor heimischem Publikum. Für die Frauen war es die insgesamt vierte Teilnahme an einem olympischen Turnier und die erste seit 2008.
| Wettbewerb      | Frauen | Männer |
| --------------- | --- | --- |
| Athleten        | Klaudia Alagierska Martyna Czyrniańska Magdalena Jurczyk Agnieszka Korneluk Martyna Łukasik Natalia Mędrzyk Aleksandra Szczygłowska Malwina Smarzek Maria Stenzel Magdalena Stysiak Katarzyna Wenerska Joanna Wołosz | Mateusz Bieniek Tomasz Fornal Norbert Huber Marcin Janusz Łukasz Kaczmarek Jakub Kochanowski Bartosz Kurek Wilfredo León Grzegorz Łomacz Kamil Semeniuk Aleksander Śliwka Paweł Zatorski |
| P-Akkreditierte | Olivia Różański | Bartłomiej Bołądź |
| Trainer         | Stefano Lavarini | Nikola Grbić |
| Gruppenphase    | Japan 3:1 (20:25, 25:22, 25:23, 28:26) Kenia 3:0 (25:14, 25:17, 25:15) Brasilien 0:3 (21:25, 36:38, 14:25) | Ägypten 3:0 (25:21, 25:19, 25:13) Brasilien 3:2 (22:25, 25:19, 19:25, 25:23, 15:12) Italien 1:3 (15:25, 18:25, 26:24, 20:25)                                                             |
| Viertelfinale   | Vereinigte Staaten 0:3 (22:25, 14:25, 20:25) | Slowenien 3:1 (25:20, 24:26, 25:19, 25:20) |
| Halbfinale      | ausgeschieden | Vereinigte Staaten 3:2 (25:23, 25:27, 14:25, 25:23, 15:13) |
| Finale          | ausgeschieden | Frankreich 0:3 (19:25, 20:25, 23:25) |
| Rang            | 6 | Silber |

### Wasserspringen
Über die Schwimmweltmeisterschaften 2024 wurde Polen einen Quotenplatz im Turmspringen der Männer zugeteilt.
| Athleten           | Wettbewerb        | Vorkampf | Vorkampf | Halbfinale | Halbfinale | Finale        | Finale        | Rang |
| Athleten           | Wettbewerb        | Punkte   | Rang     | Punkte     | Rang       | Punkte        | Rang          | Rang |
| ------------------ | ----------------- | -------- | -------- | ---------- | ---------- | ------------- | ------------- | ---- |
| Männer             |                   |          |          |            |            |               |               |      |
| Robert Łukaszewicz | Turmspringen 10 m | 366,05   | 18       | 396,45     | 14         | ausgeschieden | ausgeschieden | 14   |